# Ridere! Ridere! Ridere!
Ridere! Ridere! Ridere! è un film ad episodi del 1954 diretto da Edoardo Anton. 
Il film segna l'esordio cinematografico di Monica Vitti.

## Trama
Il signor Spinotti sta viaggiando su un treno quando, per una faccenda dei biglietti, litiga con il controllore. Ma dopo poco tempo, non avendo niente da fare, cominciano a raccontarsi una serie di barzellette.

## Produzione
Il film, girato a colori, è da anni irreperibile; tuttavia nel 1963 numerose sequenze vennero riutilizzate in un film simile, ma girato in bianco e nero, sempre prodotto da Carlo Infascelli e sempre diretto da Edoardo Anton dal titolo Follie d'estate.